# Atlas/Seaboard Comics
Pour les articles homonymes, voir Atlas.
Atlas/Seabaord Comics est le nom donné par les spécialistes du comics à une maison d'édition américaine créée par Martin Goodman en 1974. Après la vente de sa précédente maison d'édition de comics, Goodman qui avait conservé la marque Atlas Comics a repris le nom pour publier des comics au travers de sa société Seaboard Periodicals.

## Histoire
Martin Goodman, après avoir vendu Marvel Comics veut maintenant les concurrencer pour avoir licencié son fils. Martin Goodman et son fils Charles Goodman sont les éditeurs, Larry Lieber et Jeff Rovin les directeurs de publication. Le siège était au 717 Fifth Avenue Manhattan, New York.
Les comics et magazines sont sortis en peu d'exemplaires et d'épisodes (voire en numéro unique pour certains). Quelques séries ont été adaptées en France par les Éditions Lug et par Sagédition.

## Productions

### Comics
- Barbarians featuring Ironjaw (1 numéro)
- Blazing Battle Tales featuring Sgt. Hawk (1 numéro)
- The Brute (3 numéros)
- The Cougar (2 numéros)
- Demon Hunter (1 numéros)
- The Destructor (4 numéros, dessins de Steve Ditko et Wally Wood) (en France dans Titans n° 1, 2 , 3 et 4) Lug)
- Fright featuring Son of Dracula (1 numéro)
- The Grim Ghost, de Michael Fleisher (3 épisodes)
- Hand of the Dragon (1 numéro)
- Iron Jaw (4 numéros) (en album en France Lug)
- Morlock 2001 (3 numéros)
- Phoenix (4 numéros), Le Phénix #1-4 (1975) (Jeff Rovin & (Sal Amendola) (en France dans Titans n° 1, 2, 3  Lug)
- Planet of Vampires (3 numéros) (en France dans  Titans n° 1, 2 et 3 Lug)
- Police Action featuring Lomax and Luke Malone (3 numéros)
- Savage Combat Tales featuring Sgt. Stryker's Death Squad (3 numéros)
- The Scorpion (3 numéros)
- Tales of Evil (3 numéros; the Bog Beast en #2, Man-Monster and the Bog Beast en #3)
- Targitt (3 numéros)
- Tiger-Man (3 numéros)
- Vicki (4 numéros)
- Weird Suspense featuring the Tarantula (3 numéros)
- Western Action featuring Kid Cody and Comanche Kid (1 numéro)
- Wulf the Barbarian (4 numéros) Wulf le Barbare (Larry Hama/Klaus Janson) (en France dans  Titans n° 1, 2, 3 et 4 Lug)

### Magazines
- Devilina (2 numéros)
- Gothic Romances (1 numéro)
- Movie Monsters (4 numéros)
- Thrilling Adventure Stories (2 numéros; Tiger-Man in #1)
- Weird Tales of the Macabre (2 numéros; the Bog Beast in #2)

## Auteurs
- Ernie Colón
- Leopoldo Durañona
- Pat Boyette
- Charles Goodman
- Larry Lieber
- Jeff Rovin
- Sal Amendola
- Bernard Baily